# Burgstall Moosbürg
Der Burgstall Moosbürg ist eine abgegangene mittelalterliche Turmhügelburg (Motte) am Südrand des Dorfes Moosbürg, einem heutigen Stadtteil von Weiden in der Oberpfalz in Bayern. Heute ist der Burgstall, dessen Fläche landwirtschaftlich genutzt wird,  als Bodendenkmal D-3-6338-0010 „Mittelalterlicher Burgstall“ vom Bayerischen Landesamt für Denkmalpflege erfasst.

## Beschreibung
Von der ehemaligen Mottenanlage in der Flussniederung der Waldnaab hat sich heute nur noch ein stark verflachter, etwa rechteckiger Turmhügel erhalten. Seine Höhe beträgt noch 0,5 Meter, die Fläche misst 27 mal 20 Meter. Um den Turmhügel zog sich ein zehn Meter breiter Graben, der zum größten Teil eingefüllt wurde. Früher soll sich noch ein zweiter Graben um den Hügel gezogen haben, vom inneren durch einen Zwischenwall getrennt. Die damalige Sprunghöhe (Höhendifferenz von der Grabensohle zur Hügelkuppe) soll außerdem noch 1,6 Meter betragen haben.